# 格拉柳多河
13°41′20″N 39°14′53″E / 13.689°N 39.248°E

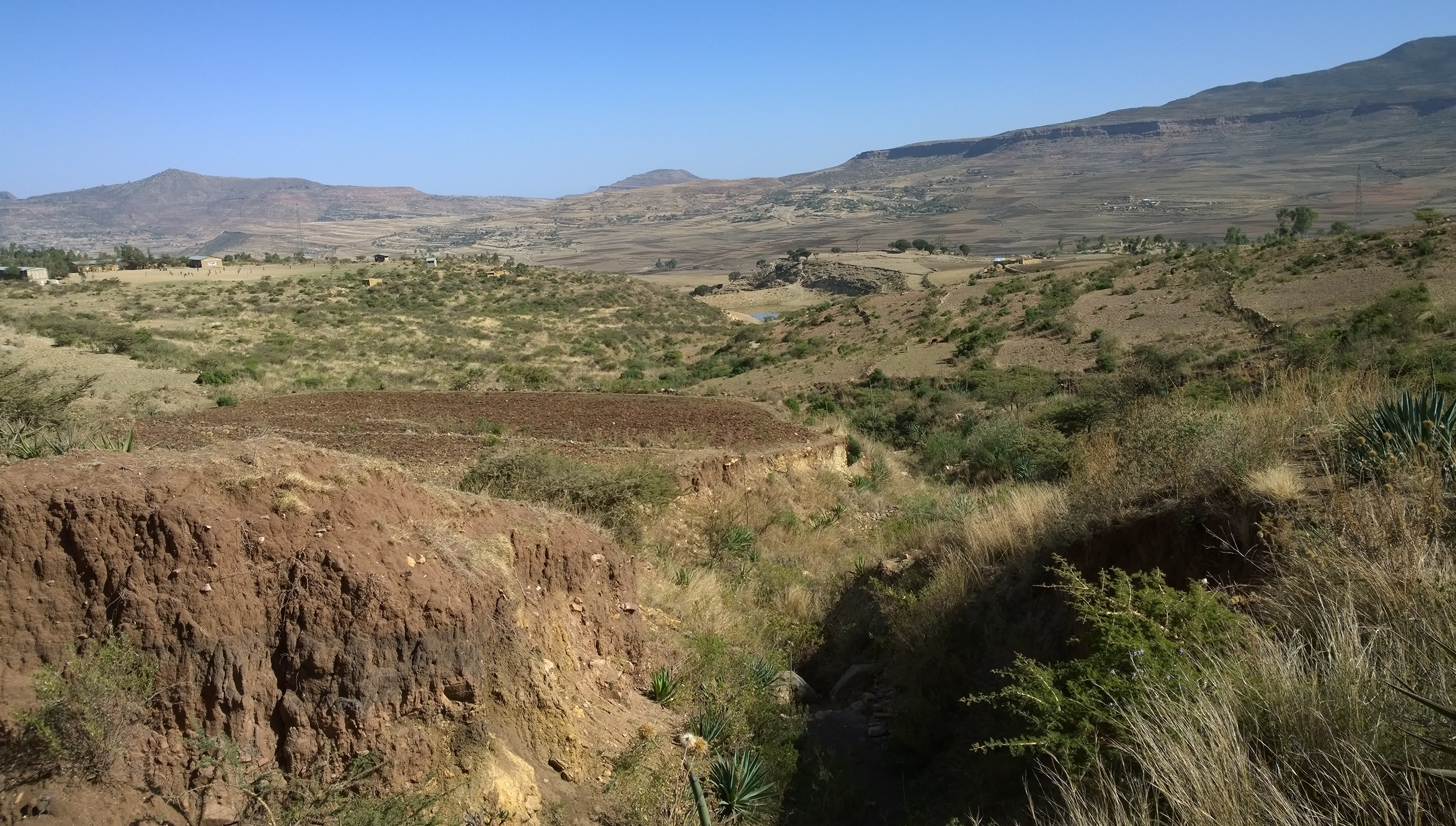

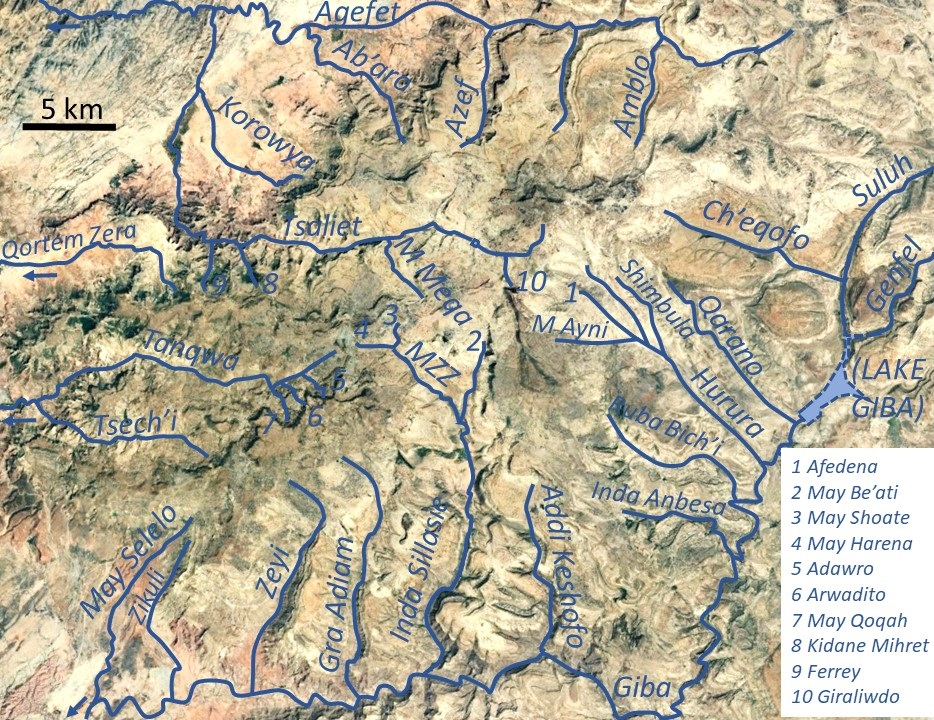

格拉柳多河是埃塞俄比亞的河流，位於該國北部，處於提格雷州，屬於尼羅河流域的一部分，河道全長2.7公里，河床上的巨石和鵝卵石可能來自流域上游。